# Ґабелок
Ґабе́лок (можливо від нім. Kalbfell), опо́йок — шкіра молодого теляти, що харчувалося лише молоком і котрого ще не годували фуражем (рослинним кормом).
Волосяний покрив теляти на відміну від дорослої тварини еластичніший та густіший, а самі волосини тонші. Тому шкіра теляти ніжніша, м'якша, пружна та водночас міцна, завдяки цим властивостям вона вважається ціннішою.
Обробивши таку шкіру, отримують особливо м'яку замшу, продукти з якої, після нанесення відповідного захисту, стають водостійкими та зазвичай зберігають якості сировини і є м'якими, еластичними та характеризуються привабливим відблиском.
Головним чином з такої замші виготовляють галантерейні вироби та взуття.
Приклад: «Одягнутий він був у китайчатий синій жупанок, пістрьових штанях і обутий в ґабелкових черевиках» (Олекса Стороженко. «Спогади про Микиту Леонтійовича Коржа»)
У народі ґабеликами називаються ще й кістки.
«Худий, як ґабелик» або «Худий, аж ґабелики видно» — кажуть про дуже худу людину.